# Titanic : Une aventure hors du temps
Pour les articles homonymes, voir Titanic (homonymie).
Titanic : Une aventure hors du temps (Titanic: Adventure Out of Time en anglais) est un jeu vidéo d'aventure historique dans lequel le joueur mène une enquête à bord du RMS Titanic, le célèbre paquebot qui heurta un iceberg et coula le 15 avril 1912 à 2 h 20 du matin.
Ce logiciel a été développé par Cyberflix et été édité en Europe et aux États-Unis respectivement par Europress et GTE Entertainment. Il est sorti le 31 octobre 1996 à destination des plates-formes Microsoft Windows et Mac OS X, avec une troisième version compatible sur les deux supports. On trouve le jeu en six langues : français, anglais, allemand, néerlandais, coréen et polonais.
Le joueur y incarne Frank Carlson, un agent secret britannique en mission à bord du Titanic le soir de son naufrage. Il a ainsi la possibilité d'explorer le navire et de dialoguer avec une vingtaine de personnages. Le jeu propose également une visite virtuelle assez fidèle à la réalité.

## Résumé
Le jeu commence le 14 avril 1942, en pleine guerre mondiale. Le joueur (Frank Carlson) se souvient de l'échec de sa mission 30 ans plus tôt, à bord du Titanic. Lorsqu'une bombe explose (à la suite d'un bombardement durant le Blitz), il remonte le temps et se retrouve dans sa cabine, à bord du Titanic, le soir du naufrage. Il a alors la possibilité de changer le futur en modifiant son passé.
L'objectif principal de cette histoire est de retrouver le Rubaiyat d'Omar Khayyam, volé plus tôt cette même année. Il est supposé être entre les mains de Zeitel, un colonel allemand qui voyage sur le Titanic, officiellement pour inspecter les ambassades d'Allemagne en Amérique. Ce colonel voyage avec son protégé, Willie Von Haderlitz. Au fur et à mesure du jeu, Carlson apprend que le colonel a passé un marché avec un marchand d'art pour échanger le Rubaiyat contre une peinture rare.

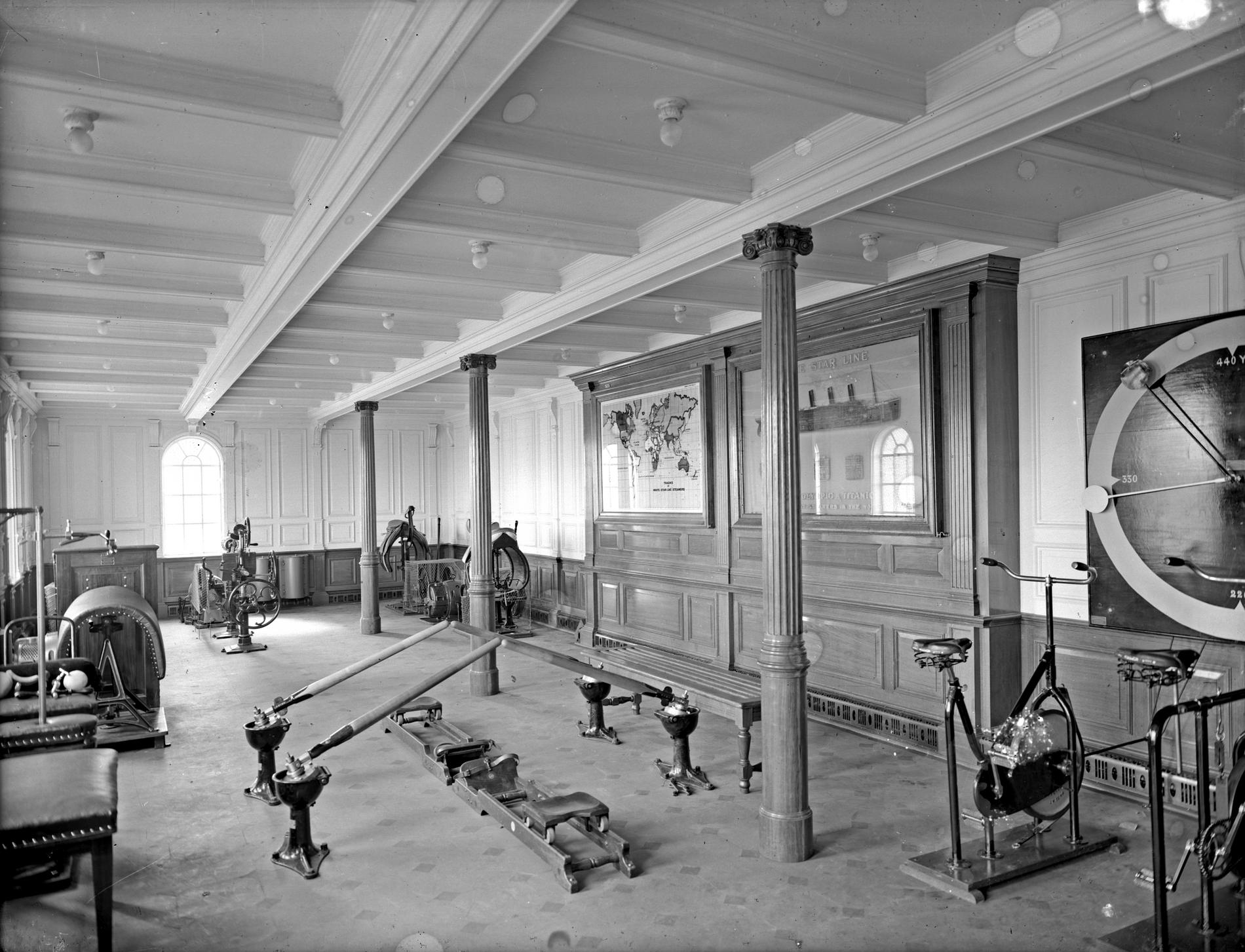
Le gymnase du Titanic, où Carlson rencontre Penny Pringle pour la première fois.

En plus de sa quête du Rubaiyat et du tableau (qui aurait des plans militaires secrets au verso), l'agent apprend que Willie est un espion russe qui a en sa possession un carnet qui contient les noms des chefs bolcheviks. Ce carnet doit être apporté aux services secrets du Tzar pour que les chefs communistes soient exécutés.
Un dernier objet apparait finalement, un collier en diamants que Sasha a volé pour payer Vlad et financer un groupe terroriste serbe appelé La Main noire. L'objectif de ce groupe est d'assassiner l’archiduc François-Ferdinand, ce qui va déclencher la Première Guerre mondiale.
Pendant sa mission, Carlson accomplit aussi plusieurs « sous-missions » plus ou moins reliées à l’intrigue « centrale » ou aux conditions de victoire du jeu. Ces missions concernent notamment un riche couple (les Lambeth) dont le mariage se passe mal (d'autant plus que Carlson est un ancien ami de Lady Georgia Lambeth). Il rencontre également un médium, un pasteur qui revient d'une mission en Afrique, et un homme d'affaires américain compromis par une lettre. Carlson est assisté de Penny Pringle, sa supérieur au sein des Services secrets britanniques.

### Fins du jeu

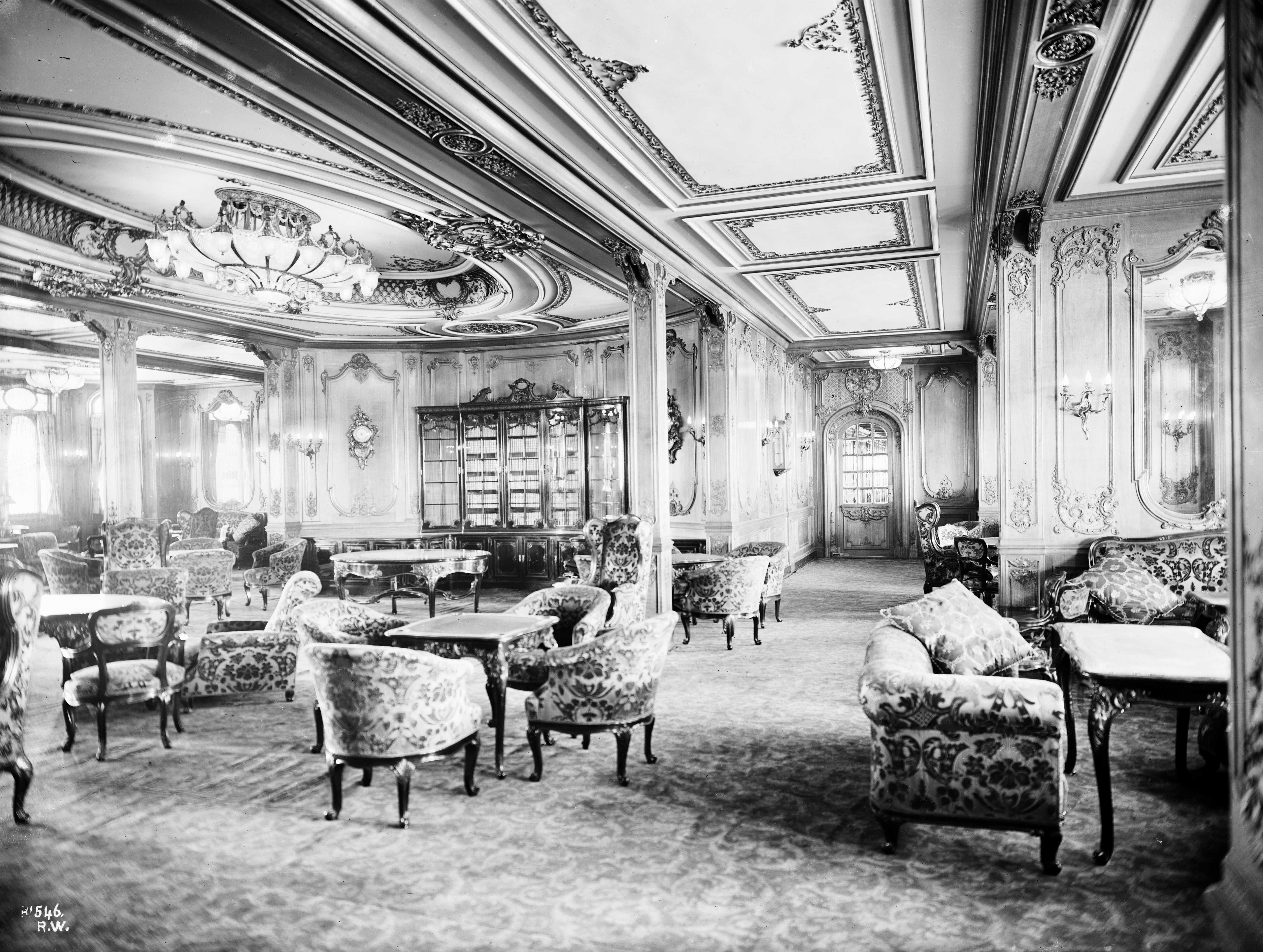
Le salon de première classe n'est accessible que pendant le naufrage.

Titanic a pour particularité de proposer plusieurs fins, dont certaines se préparant longtemps à l'avance. Elles présentent les conséquences des actes de Carlson sur l'histoire du monde. Ainsi, si Carlson ne récupère aucun objet ou pas tous les objets, l'histoire se répète et il meurt durant le Blitz. De même, s'il sauve tous les objets (fin la plus positive du jeu), les deux guerres mondiales et la révolution russe sont évitées : 1942 voit donc un monde en paix et Carlson prend une retraite bien méritée.

### Personnages
Franck Carlson, le héros est un agent secret en mission à bord du Titanic. D'après les différents objets consultables dans son appartement, on peut supposer qu'il a été remercié en 1914 par les Services Secrets. Un billet brûlé suggère également qu'il se trouvait à bord du dirigeable Hindenburg lors de l'incendie de ce dernier. En 1942, il habite à Londres dans un appartement poussiéreux. Son destin dépend des actions du joueur pendant le naufrage.
Penny Pringle est une collègue du héros. Bien que lui étant supérieure en hiérarchie, une erreur administrative l'a placée en seconde classe, ce qui explique qu'elle n'ait pu contacter Carlson qu'au bout de quatre jours de traversée. Colérique, elle n'en est pas moins performante dans son travail. Sur le Titanic, elle occupe la cabine F-34. Lors du naufrage, elle vient chercher le héros dans sa cabine puis patiente près des canots de sauvetage avant de s'y embarquer.

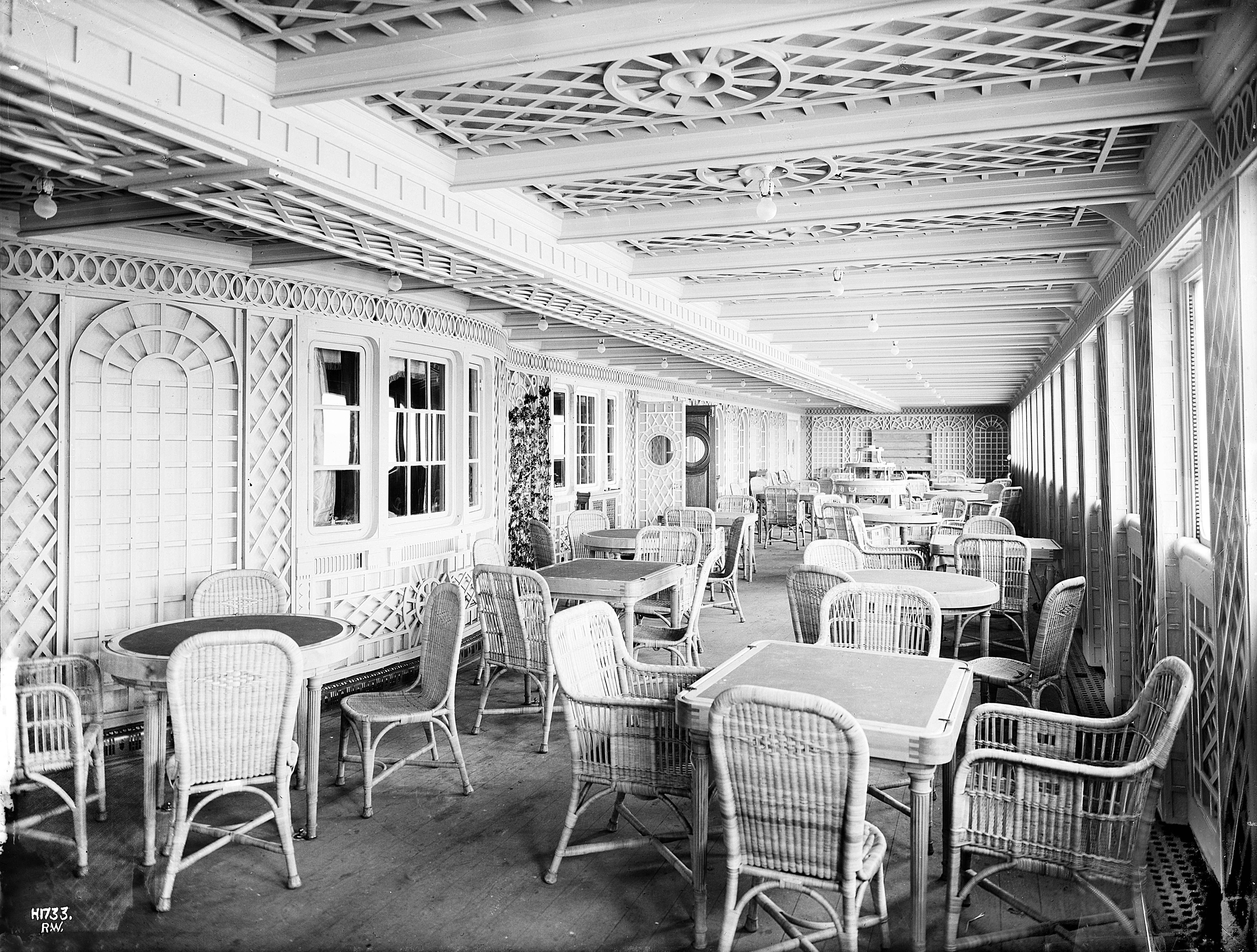
Le Café parisien, où Frank rencontre pour la première fois Zeitel et Haderlitz.

Le Colonel Zeitel est le « méchant » du jeu. Il a volé le Rubayat à un fonctionnaire français et compte le revendre à Sasha Barbicon contre une toile comportant au dos des plans de déploiement des troupes alliées. Les plans n'ont aucune valeur mais la toile, peinte par Hitler, peut changer le cours de l'Histoire en rendant son auteur célèbre et, de fait inoffensif. Zeitel bataille également pour retrouver un carnet contenant une liste des Bolcheviks susceptibles de renverser le tsar de Russie, Nicolas II. Il voyage avec son protégé, Willie Von Haderlitz et occupe la cabine C-59. Il survit au naufrage après avoir tué Haderlitz et tenté de faire de même avec Carlson.
John Smethells est steward à bord du Titanic. Il affiche souvent un profond mépris pour tout ce qui semble sortir de l'ordinaire, comme lorsque Willie Von Haderlitz réserve le court de squash pour une partie d'escrime. Il n'apparait pas pendant le naufrage et on ne sait donc pas s'il survit. Durant le jeu, il peut donner des renseignements et conseils d'ordre technique au joueur.
Le troisième officier Morrow a participé à la seconde guerre des Boers, quelques années auparavant et a été grandement marqué par cette expérience. Il a de plus des problèmes dans sa famille, notamment la maladie d'un de ses proches dont il ne peut payer les soins. Son frère, Tom, travaille à l'Amirauté. Morrow est de quart la nuit du naufrage et se trouve presque tout le temps près de la passerelle du navire. Pendant le naufrage, il s'occupe des passagers et fini par mourir dans le naufrage car il ne monte pas dans le dernier canot. Comme tous les autres personnages apparaissant dans le jeu, Morrow est fictif : le véritable troisième officier du Titanic se nommait en réalité Herbert Pitman.
Lady Georgia Lambeth est une ancienne connaissance de Carlson.  Ils ne se sont pas vus depuis cinq ans et sa vie a bien changé depuis leur dernière rencontre : elle s'est mariée à Lord Charles Lambeth et a entretenu une relation extra conjugale avec Sasha Barbicon dont elle connaît les agissements clandestins. Son mari ayant mal géré ses finances, ils sont ruinés et doivent vendre tout ce qu'ils ont : Georgia garde précieusement un collier qui est en réalité un faux. Tout au long de la soirée, son état ne cesse de s'aggraver pendant que Sacha et Charles répètent à Carlson que Georgia est folle. Lors du naufrage, elle est empoisonnée par le colonel Zeitel : son sort dépend donc des décisions prises par le joueur.
Lord Charles Lambeth est le mari de Georgia.  Il a emprunté de l'argent à Andrew Conkling et veut vendre le collier de Georgia pour rembourser ses dettes, après avoir placé sa femme dans un sanatorium. Ami de Sasha Barbicon, il a mis en marche son plan avec son aide. Charles présente également un penchant prononcé pour le whisky et meurt durant le naufrage.
Sasha Barbicon dirige la galerie Barbicon de Londres. Il est l'amant de Georgia et l'ami de Charles pour qui il conserve précieusement un collier de diamants dans une poupée russe cachée dans sa cabine, A-14. Il voyage également avec une toile de valeur qu'il doit remettre contre le Rubayat au Colonel Zeitel. Lié à l'organisation terroriste de la Main Noire, il compte revendre le livre pour financer une vague d'attentats. Son associé, Vlad Demonic est clandestinement à bord. C'est d'ailleurs lui qui le tuera dans la salle des turbines durant le naufrage.
Leyland Sachum Trask, "scribe du métaphysique et évangéliste du surnaturel", est un médium, ou "sensible" comme il se définit lui-même. Il dirige un institut à Boston. Ses talents ne sont pas simulés puisqu'il sait quel destin attend le Titanic. Il est également capable de dévoiler des choses au sujet de certains objets. Plus étonnant, il sait que Carlson est revenu du futur. Un autre médium lui avait jadis dit de se méfier de l'eau, et il avait raison puisque Trask ne cherche pas à sauver sa vie durant le naufrage.

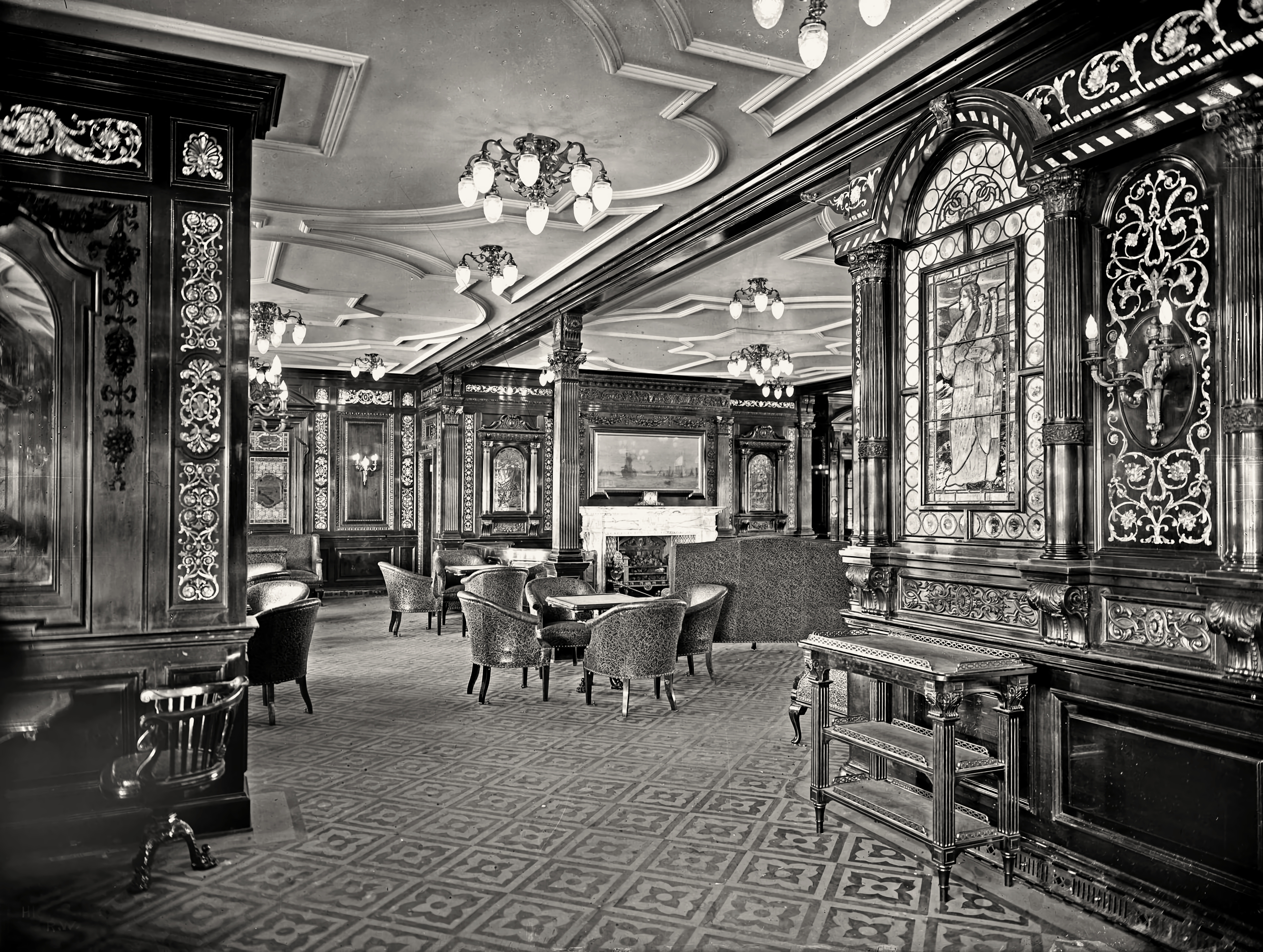
Le fumoir du Titanic, où Buick Riviera dispute de nombreuses parties de cartes.

Buick Riviera est un joueur professionnel français qui réside presque en permanence dans le fumoir. Il défie d'ailleurs le joueur au Black Jack. Selon ses dires, il a vécu à Deauville, Monaco et au Nouveau-Mexique. D'après l'officier Morrow, sa chance prodigieuse lui évite d'utiliser un pseudonyme, et l'équipage a peur de lui pour les mêmes raisons. Plus tôt dans la soirée, il a dépouillé Max Siedelman au jeu. Il ne cherche pas à sauver sa vie durant le naufrage mais propose à quiconque le défie un passe pour les canots.
Max Siedelman est un financier américain travaillant chez Heymakers à Philadelphie. Très extraverti, Max est toujours à la recherche d'un nouvel ami : c'est lui qui présente Carlson à Zeitel et Haderlitz, puis à Riviera. Fumeur invétéré, il a toujours un paquet de sa marque favorite, les Old Red. Il est également amoureux de la petite amie d'Haderlitz, Claris Limehouse et rêve de rencontrer Isidor Straus, le propriétaire du grand magasin Macy's à New York. Il réalise d'ailleurs ce rêve pendant le naufrage durant lequel il périt.
Willie Von Haderlitz est un jeune allemand voyageant avec le Colonel Zeitel. Il étudie à l'université de Vienne, en Autriche et se passionne pour les cultures anciennes. C'est lui qui fut chargé lors d'une précédente mission de consigner les noms des Bolcheviks susceptibles de renverser le tsar. Il joue cependant un double jeu puisqu'il travaille en réalité pour les Russes. Il explique tout cela à Carlson au cours d'un duel d'escrime avant de mourir électrocuté dans les Bains Turcs, probablement du fait de Zeitel. Sa petite amie, Claris Limehouse, détient cependant des informations sur ses activités secrètes et choisit de sombrer avec le navire pour ne pas quitter Willie.
Andrew Conkling est un magnat de l'acier ayant participé à la construction du Titanic. L'acier en question se trouve être de mauvaise qualité, et la lettre lui annonçant la nouvelle lui a été volée par sa jeune bonne irlandaise, Shailaigh Hacker. Il demande donc à Carlson de la retrouver. L'homme n'est cependant pas blanc comme neige puisqu'il apparaît qu'il violait la jeune bonne qui a même eu un enfant de lui, dont il veut également s'emparer. Il meurt durant le naufrage, tué par balle par l'officier Morrow alors qu'il tentait d'embarquer dans un canot.
Beatrice Conkling est l'épouse d'Andrew Conkling. Elle part en Amérique s'occuper de la décoration du Beverly Hills Hotel de Los Angeles. Cette femme hautaine et imbue d'elle-même ne pouvant avoir d'enfant, elle tente de voler celui de sa bonne (et réussit si le joueur ne le lui reprend pas au cours du naufrage). Elle survit au naufrage mais perd son mari. Elle dit avoir consulté Trask qui lui a conseillé de ne voyager que sur deux navires : le Titanic et le RMS Lusitania : étonnante prédiction quand on sait que les deux ont fait naufrage.
Shailaigh Hacker était la jeune domestique irlandaise des Conkling. Étant sans cesse violée par son employeur, elle a fini par avoir un bébé, Eddie. Ayant compris que Mme Conkling voulait voler l'enfant, elle s'est enfuie en s'emparant d'une lettre pouvant ruiner les Conkling. Durant le naufrage, Shailaigh survit, de même que son enfant (qui peut cependant rester entre les mains de sa patronne).
Jack Hacker est le frère de Shailaigh. Il se montre très protecteur envers sa sœur et méfiant envers les passagers de première classe. Haderlitz lui a remis un indice destiné à Carlson, ainsi que la toile s'il a pu s'en emparer. Il meurt pendant le naufrage après s'être assuré que sa sœur était en sécurité.
Le Révérend Edgar Troutt est un passager de seconde classe revenant d'une mission en Afrique, au Nyassaland durant laquelle sa femme, Emily, est décédée. Troutt a fâcheuse tendance à avoir des préjugés sur ce qui est convenable et méprise ouvertement Trask (qu'il considère comme un envoyé du diable) et Haderlitz (qui agit contre toute bienséance sociale), allant même jusqu'à considérer la mort d'Haderlitz comme l'œuvre de Dieu. Il ponctue chacune de ses entrevues avec Carlson par une demande de fonds pour sa mission. On apprend durant le naufrage qu'il avait en réalité détourné l'argent de la mission pour son profit personnel. Il se rachète cependant en restant à bord jusqu'à la toute fin.
Miss Daisy Chashmore est une véritable commère à bord du navire : elle sait tout sur tout le monde. Si seule sa première intervention fait avancer le jeu, les suivantes regorgent d'anecdotes réelles sur l'histoire du navire, et surtout sur ses passagers les plus en vue (en particulier Bruce Ismay, Benjamin Guggenheim et John Jacob Astor). Elle meurt à bord en ayant trop tardé à embarquer sur les canots, ne désirant « voyager qu'avec le gratin ».
Les Gorse Jones forment un couple mal assorti de riches américains. Leurs interventions toujours imprévues sont souvent comiques, Ribeena montrant une tendance au préjugé frisant la caricature tandis qu'Henry amasse les défauts : amateur de femmes et de boisson notamment. Lors du naufrage, ils embarquent dans l'un des premiers canots sans comprendre l'ampleur de la situation (Henry préfèrerait boire un gin) et peuvent faire monter Carlson avec eux.
Eric Burns est un photographe en lune de miel. Son épouse, Stéphanie, lui en veut de passer plus de temps avec son appareil photo qu'avec elle. Il fournit cependant à Carlson quelques clichés intéressants, notamment une photographie de Zeitel et Barbicon en grande conversation. Eric ne réapparait pas durant le naufrage mais son épouse est visible sur le pont des embarcations. On ne sait pas s'il survit ou pas.

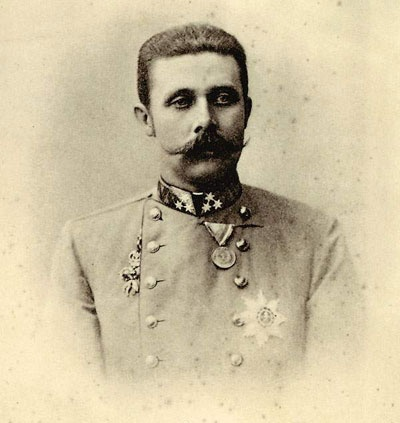
Vlad Demonic et Sacha Barbicon cherchent de l'argent pour assassiner l'archiduc François-Ferdinand d'Autriche-Hongrie.

Vlad Demonic est un serbe qui a embarqué clandestinement sur le Titanic. Carlson le rencontre pour la première fois dans la salle des chaudières no 3. Vlad est l'homme de main de Sasha et a pour mission de récupérer le Rubayat. Pendant le naufrage, il abat son patron (qui ne se souciait pas assez de sa cause) et quitte le navire en portant un châle pour se faire passer pour une femme. S'il s'enfuit avec le livre ou le collier des Lambeth, il permet à la Main noire de financer l'assassinat de l'archiduc François-Ferdiand.
Le garçon d'ascenseur est un jeune homme qui peut mener le joueur d'un pont à l'autre et lui indiquer de nombreuses directions. Les ascenseurs ne fonctionnant pas durant le naufrage, on ne sait pas ce qu'il advient de lui.
Le commissaire de bord possède un bureau sur le pont C. Il peut y conserver des objets de valeur et donner le numéro de cabine de certains passagers. Son bureau étant fermé pendant le naufrage, on ne sait pas ce qu'il advient de lui.
Claris Limehouse est la petite amie de Willie Von Hardeliz, qui obtient des informations de celui-ci après avoir montré la bague de Willie. Dans le naufrage elle préfère sombrer dans le navire avec Willie en laissant un châle pour le joueur.
Stephanie Burns est la femme de Eric Burns, que l'on peut croiser sous ordre de son mari. Elle est la seule à qui on ne peut pas adresser la parole ; sa voix est audible dans la cabine. Durant le naufrage, elle reste visible et on pense qu'elle survit.
Eddie Hacker est l'enfant de Shailagh Hacker, né du viol par M. Conkling. Alors que M. et Mme Conkling cherchent à s'emparer du bébé, son sort dépend du joueur, soit il reste avec sa vraie mère, soit Mme Conkling l'enlève. Il survit au naufrage.
L'employé de la salle des chaudières est celui contre lequel on fait un combat d'injure et celui qui dévoile les informations à propos de Shailaigh Hacker. Durant le naufrage, on ne sait pas ce qu'il est devenu et il n'apparait pas à la fin.
Marin 1 : il patrouille sur le pont principal et durant le naufrage, il sauve les passagers dans le navire au péril sa vie.
Marin 2 : il garde la salle des machines et durant le naufrage, il déconseille à des passagers de 3e classe de sortir, puis disparait.
Marin 3 : il garde la cale et durant le naufrage, il sauve les passagers, puis disparait lors du naufrage.

## Le jeu

### Système de jeu

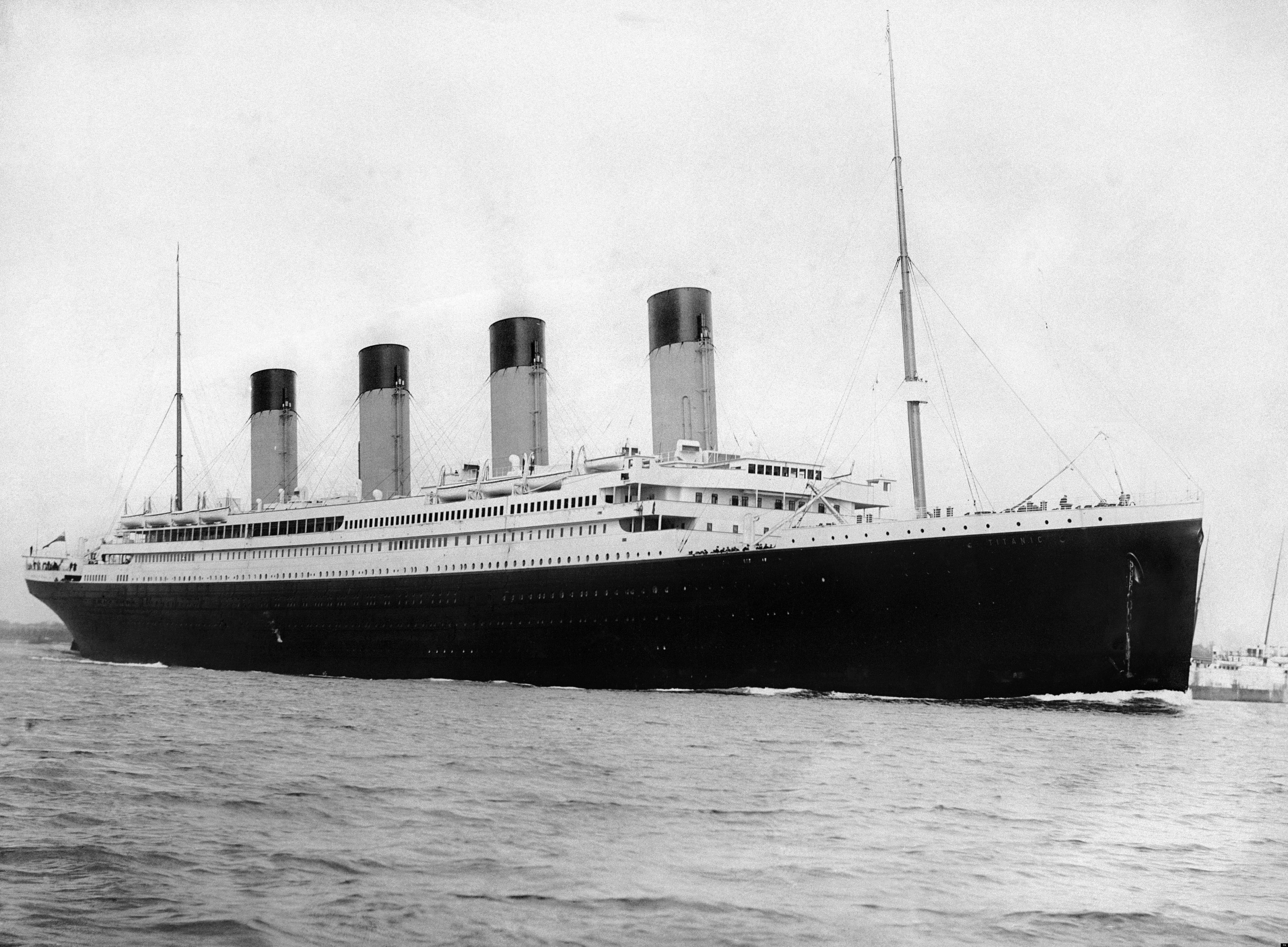
Le Titanic a été reconstitué pour servir de théâtre à cette aventure.

Dans Titanic, la souris remplace les mains du joueur et le clavier sert à se déplacer. Comme dans Myst, la vue est composée d'écrans fixes. Pour s'entretenir avec un personnage, il suffit de cliquer dessus. Le joueur a ensuite accès à un choix de répliques, mais Carlson ne dit jamais un mot. D'une façon générale, on ne le voit que très peu : son visage apparait dans la cinématique de la collision, et ses poings durant la bagarre contre Vlad.
Le bas de l'écran est continuellement occupé par un panneau comprenant de gauche à droite :
- l'objet que Carlson a dans les mains ;
- un plan du navire ;
- une sacoche, qui donne accès à l'inventaire du joueur ;
- une bouée, menant au menu du jeu ;
- une montre, qui indique l'heure, d'abord selon la progression du joueur, puis (pendant le naufrage) en temps réel.

La reconstitution du navire s'inspire de plusieurs documentaires. Dans le jeu, le Titanic paraît désert (l'histoire a lieu un dimanche soir, donc beaucoup de passagers dorment comme l'expliquent le steward et le garçon d'ascenseur). À l'exception des principaux personnages, il y a seulement des passagers immobiles dans les pièces principales et les couloirs. Les personnages du jeu ont été créés à partir des photographies des acteurs, ce qui donne une animation limitée et un manque de synchronisation pendant les dialogues.

### Visite guidée
En plus du jeu, Titanic propose une visite libre du navire, divers personnages intervenant pour donner des renseignements sur l'histoire du paquebot. Cyberflix proposait de télécharger de nouveaux intervenants sur son site, qui est désormais fermé. Ils peuvent cependant être téléchargés sur des sites de fans du jeu. Il faut noter que la version française est approximative lors des rencontres avec les personnages téléchargés puisqu'ils parlent français lors des dialogues et anglais pendant les commentaires de documents.
La visite n'en reste pas moins conforme à la réalité, se basant sur des plans et photographies d'origine. Les thèmes abordés par les intervenants vont de la conception du navire à son naufrage en passant par ses installations et passagers.

## Développement
Écrit et produit par Andrew Nelson
Producteur associé : Amy Rushton
Programmation : Todd Appleton
Directeur artistique : Mickael Kennedy
Conception et animation 3D : Paul Haskins, Michael Kennedy, Alex Tschetter, Jamie Wicks
Directeur 2D : Bob Clouse
Conception et animation 2D : Ani Chang, Billy Davenport
Directeur du son et de la musique : Scott Scheinbaum
Conseiller historique : Bill Sauder
Auteurs additionnels : Leslie Horowitz, George Malko, Geoffrey Proud, Zak Weisfeld
Le jeu est sorti le 31 octobre 1996 aux États-Unis. Il a été développé par Cyberflix sous la direction d’Andrew Nelson. Celui-ci a expliqué que le but visé durant la production du jeu était tout d'abord de produire un jeu CD-ROM classique, et que c'est en cours de route qu'est apparue la possibilité d'en faire un programme à la fois amusant et instructif. Comme tous les jeux développés par Cyberflix, Titanic utilise la technologie DreamFactory conçue par Bill Appleton, le directeur de la compagnie. En l'occurrence, il s'agit, comme pour son prédécesseur Dust de DF 4.0.
Pour que le jeu soit fidèle à la réalité, des recherches furent effectuées par Bill Broyles, qui visita plusieurs musées et eut recours à de nombreuses archives Internet, notamment photographiques (chose peu courante en 1996). Pour faire face aux problèmes de place, notamment au sujet des personnages, l'équipe de développement dut recourir à divers procédés. L'idée de créer des foules (notamment pendant le naufrage), fut assez vite abandonnée, même si les ponts ne sont pas totalement vides (des silhouettes inanimées en trois dimensions étant dispersées dans le décor). Cependant, pour pouvoir faire interagir le joueur avec 25 personnages, les concepteurs eurent recours à des montages à base de photographies d'acteurs et à un programme conçu pour l'occasion par Appleton : HeadShop. Cette technique permet d'avoir 30 à 40 personnages dans un CD au lieu de 7 à 10 avec des vidéos QuickTime. Les acteurs ont été recrutés près du lieu de développement et font parfois partie de l'équipe. Ainsi, Eric S. Quist, qui incarne Eric Burns, le photographe, était directeur commercial de Cyberflix.
Le jeu a été distribué par GTE Entertainment aux États-Unis et Europress en Europe. Des versions Mac OS et Microsoft Windows ont d'abord été produites, puis une version commune aux deux supports a été développée. Le jeu fut ensuite distribué par Hammerhead Entertainment quand Cyberflix fit faillite en 1998.
Édité en six langues, le jeu se démarque ainsi de son prédécesseur, Dust: A Tale of the Wired West, dont la version française était uniquement une version originale sous-titrée pour laquelle certains passages n'étaient pas traduits. Un CD-ROM d'accompagnement, intitulé « Titanic », The Lost Mission est sorti en 1998, comprenant un écran de veille, la bande annonce du jeu et un prélude faisant notamment intervenir Penny Pringle, Andrew Conkling et Charles Lambeth le 13 avril 1912. Rand Cabus, chargé du marketing (qui incarne également Buick Riviera dans le jeu et dans Dust), a également distribué des Tee-shirts à l'effigie du jeu.
Nelson avait, à la suite du succès du jeu, différents projets de jeux à portée ludique et éducative dont une suite de Titanic dans laquelle Carlson aurait agi à Saint-Pétersbourg en 1917. Cependant, ces projets ne virent jamais le jour à cause de la faillite de Cyberflix en 1998.

## Accueil

### Critique
- Adventure Gamers : 3,5/5[19]

### Ventes
Selon son concepteur, Andrew Nelson, Titanic s'était écoulé à 100 000 exemplaires deux mois après sa sortie.

## Le jeu et l'histoire

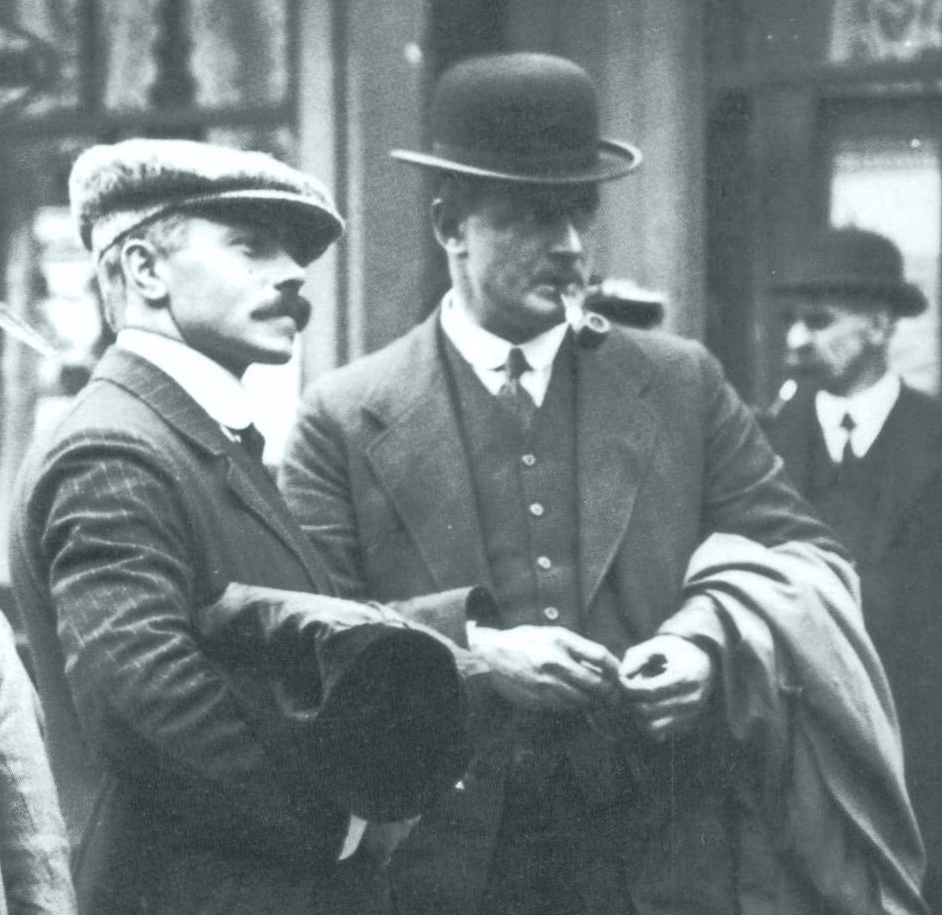
Le troisième officier Pitman (à gauche) est bien différent de l'officier Morrow du jeu.

La reconstitution du navire est assez fidèle à la réalité et permet d'explorer de nombreux endroits du paquebot. Les principales erreurs sont souvent des concessions faites par les créateurs pour des raisons de jouabilité : en effet, il était impossible pour un passager de première classe de se déplacer librement dans les installations des autres classes, et des barrières séparaient les différentes classes sur le pont. De même, il n'y avait pas de salle de contrôle entre la salle des machines et la salle des turbines, mais celle-ci a été ajoutée pour servir de théâtre à une énigme. Les ascenseurs descendaient jusqu'au pont E et non jusqu'au pont D, et il y avait six salles des chaudières au lieu de cinq. De plus, pour passer de l'une à l'autre, il fallait passer entre les chaudières 2 et 3 ou 3 et 4 (dans les chaufferies 1 à 5) pour passer d'une salle à l'autre. Or dans le jeu, on traverse la salle directement, donnant l'impression que les chaudières sont alignées sur les flancs du navire, alors qu'elles étaient toutes dans l'axe. La disposition des canots à l'avant du pont principal a également légèrement modifiée : les radeaux pliants C et D ont été supprimés. L'accès à certains lieux a été grandement simplifié, par exemple l'accès aux cales avants, que ce soit par le gaillard d'avant ou depuis la chaufferie no 6 : on y accède presque directement alors qu'il fallait emprunter coursives et escaliers en réalité.
Certaines modifications ont également été faites pour "respecter l'esprit des gens qui ont navigué sur le Titanic". Ainsi, le troisième officier, Herbert Pitman, a été renommé Morrow. Cependant, cet esprit n'a pas toujours été respecté : durant le naufrage, Zeitel déclare en effet à propos de Joseph Bruce Ismay, président de la White Star Line : « Les rats quittent le navire ! » et que, comme les femmes et les enfants, « le président de la compagnie a une place à bord des canots, lui aussi. »
Enfin, dans la mesure où, de par sa courte carrière, peu de photographies de l'intérieur du Titanic nous sont parvenues, les reconstitutions se basent principalement sur son sister-ship, le RMS Olympic et peuvent ne pas être conformes à ce qu'était vraiment le Titanic. Par exemple, les murs du salon de première classe du Titanic n'avaient pas la couleur moutarde présentée dans le jeu. De même, le tableau représenté dans le fumoir est L’Arrivée au Nouveau Monde de Norman Wilkinson, qui était en réalité sur l’Olympic : le Titanic arborait quant à lui L’Approche du port de Plymouth du même auteur.